# Gerlingen
Gerlingen (pronunciación en alemán: /ˈɡɛʁlɪŋən/ⓘ) es una ciudad alemana perteneciente al distrito de Luisburgo de Baden-Wurtemberg.
A 31 de diciembre de 2015 tiene 19 450 habitantes.
Se conoce la existencia de la localidad desde el año 797, mencionándose en el Códice de Lorsch. Desde el siglo XIV quedó constituida como parte del territorio de Leonberg dentro de Württemberg. En el siglo XIX nació en esta localidad el explorador Johannes Rebmann. En el segundo tercio del siglo XX, el pueblo experimentó un notable crecimiento demográfico al integrarse en el área metropolitana de Stuttgart, adquiriendo el estatus de ciudad en 1958.
Se ubica unos 5 km al oeste de Stuttgart, separada de dicha ciudad por el paraje natural del Rotwildpark. El palacio Solitude, perteneciente al territorio de la ciudad de Stuttgart, se ubica a las afueras de Gerlingen.
La localidad es principalmente conocida por albergar la sede de la empresa multinacional de industria Robert Bosch GmbH.